# La Terre du Milieu : L'Ombre du Mordor
La Terre du Milieu : L'Ombre du Mordor ou Shadow of Mordor au Québec (Middle-earth: Shadow of Mordor) est un jeu vidéo d'action-aventure développé par Monolith Productions et édité par la Warner Bros. Interactive Entertainment sorti le 3 octobre 2014 sur PlayStation 4, Xbox One et Windows, et le 18 novembre 2014 sur PlayStation 3 et Xbox 360.
Une histoire originale basée sur le légendaire créé par J. R. R. Tolkien, le jeu se déroule entre les événements du Hobbit et des trilogies de films Le Seigneur des Anneaux.
Il a pour suite La Terre du Milieu : L'Ombre de la guerre.

## Synopsis
L'histoire se déroule entre les événements des récits Le Hobbit et Le Seigneur des anneaux écrits par J. R. R. Tolkien.
Gardien gondorien de la Porte Noire du Mordor, le Rôdeur Talion (Troy Baker) et sa famille sont brutalement attaqués par une bande d'Uruk-hai menée par l'un des plus puissants lieutenants de Sauron, la Main Noire.
Maudit par celui qui lui a ôté la vie, Talion est condamné à errer entre le monde des vivants et celui des morts. Mais aidé par un mystérieux spectre elfique, Celebrimbor (Alastair Duncan), qui comme lui, erre entre la vie et la mort, il se voit offrir l'occasion de venger sa famille et de se libérer de sa malédiction.
Sa quête le conduira sur les terres du Mordor, royaume de Sauron, où une guerre sans pitié oppose les tribus humaines qui y ont trouvé refuge aux orques, féroces combattants du Seigneur des Ténèbres. Talion devra s'infiltrer dans le pays noir et y traquer celui qui est responsable de sa mort. Mais sa quête de vengeance risque de prendre un tournant inattendu…

## Système de jeu

### Généralités
Le gameplay de La Terre du Milieu : L'Ombre du Mordor est souvent comparé par la presse spécialisée à celui de la série Assassin's Creed et à Batman: Arkham Asylum et ses suites,.
On y retrouve des éléments comme les tours pour débloquer des parties de carte et un système de combat similaire. Celui-ci comporte comme Assassin's Creed des attaques furtives avec un poignard, le combat avec l'épée, et l'arme à distance, qui est un arc. Chacune de ces armes peut être équipée de runes, qui leur attribuent des capacités spéciales, comme une augmentation de dégâts. Ces runes sont obtenues en tuant un Uruk de l'armée de Sauron haut placé.

### Système Nemesis
Le système Nemesis permet au joueur d'identifier les Uruks classés pour les chasser. Nemesis montre aussi d'autres informations, comme leurs points forts et points faibles.

## Développement
Le jeu est dévoilé le 12 novembre 2013. Initialement prévu pour le 7 octobre 2014, le jeu est avancé au 30 septembre 2014 sur PlayStation 4, Xbox One et PC Windows aux États-Unis et au 3 octobre pour l'Europe, tandis que les versions PlayStation 3 et Xbox 360 sont repoussés au 18 novembre 2014.
Les serveurs du jeu ferment leur porte officiellement le 31 décembre 2020. Cependant, les développeurs ajoutent un patch correctif (version 1.16) en janvier 2021 pour les joueurs afin de leur permettent de déverrouiller leurs succès/trophées sur les consoles XBox One et PS4 pour les versions du jeu de base. Un correctif étant en développement pour l'édition GOTY (Game of the year).

## Accueil

### Critique
Le jeu remporte le prix du meilleur jeu d'action-aventure lors des Game Awards 2014.

### Controverses
En janvier 2014, à la suite de la publication d'une vidéo d'annonce, un ex-employé d'Ubisoft accuse le jeu d'utiliser du code provenant d'Assassin's Creed II.
Lors de la sortie du jeu, la société Warner Bros. rémunère de nombreux Youtubeurs jusqu'à plusieurs dizaines de milliers de dollars pour promouvoir le jeu sur YouTube et les réseaux sociaux. L'accord interdit la mention de défauts de programme ou de problèmes liée au logiciel. La Federal Trade Commission rapporte en 2016 que la plupart des vidéos ne sont pas signalées comme sponsorisées, et plusieurs de ces Youtubeurs mentionnent seulement avoir reçu un accès anticipé au jeu.

## Extensions

### Seigneur de la chasse
La Terre du Milieu : L'Ombre du Mordor - Seigneur de la chasse (Lord of the Hunt) est la première extension du jeu. Sortie le 16 décembre 2014, elle intègre de nouveaux monstres, de nouvelles capacités, cinq nouvelles runes et une nouvelle tenue pour le héros.

### Seigneur de lumière
La Terre du Milieu : L'Ombre du Mordor - Seigneur de lumière (The Bright Lord) est la seconde extension du jeu. Sortie le 24 février 2015, elle permet au joueur d'incarner Celebrimbor et de découvrir son histoire. Elle a reçu la note de 10/20 sur Jeuxvideo.com.